# İlhan Mimaroğlu
İlhan Kemaleddin Mimaroğlu (pronunciación en turco: /ˈilhan mimaɾˈoːɫu/) Estambul, 11 de marzo de 1926 - Manhattan, 17 de julio de 2012) fue un músico y compositor turco de música electrónica. Era hijo del famoso arquitecto Mimar Kemaleddin Bey, representado en los billetes de 20 liras turcas (emisión E-9 de 2009). Se graduó en el Liceo de Galatasaray en 1945 y en la Escuela de Leyes de Ankara en 1949. Fue a estudiar a Nueva York con el apoyo de una beca Rockefeller. Estudió musicología en la Universidad de Columbia con Paul Henry Lang y composición con Douglas Moore.
Durante la década de 1960 estudió en el Centro Electrónico Columbia-Princeton con Vladimir Ussachevsky y en ocasiones trabajó con Edgard Varèse y Stefan Wolpe.  Ingram Marshall fue uno de sus estudiantes.
Trabajó como productor para Atlantic Records, donde creó su propio sello discográfico, Finnadar Records, en 1971. En el mismo año colaboró con el trompetista Freddie Hubbard en una emotiva declaración contra la guerra,  Sing Me a Song of Songmy.  También fue el productor de Changes One y Changes Two, de Charles Mingus, y contribuyó a la banda sonora de la película de 1969 Satiricón, de Federico Fellini.
Fue galardonado con la beca Guggenheim en composición musical en 1971.
İlhan Mimaroğlu murió de neumonía en 2012.

## Discografía

### Para instrumentos acústicos
Álbumes para piano solo producidos por İlhan Mimaroğlu bajo el sello Finnadar:
- Meral Guneyman plays the piano music of Frank Bridge, Anton Webern and Abel Decaux “one of year’s five best” (Fanfare Magazine, Peter Rabinowitz)
- September Moon, a Nocturnal Seascape for orchestra
- Antistrophes for flute and piano
- Deformations for clarinet and piano
- Idols of Perversity for solo viola and string ensemble (1974)
- Monologlar (Monologue) for clarinet and viola (1997)
- Monologue I for unaccompanied clarinet
- Monologue II for unaccompanied violin
- Monologue III for unaccompanied English horn
- Üç parça (1952)
- Pieces Sentimentales for piano
- Anı ve Günce Sonatı for piano
- Rosa for piano (1978)
- Valses ignobles et sentencieuses for piano (World Premiere by Meral Guneyman, pianist, Merkin Hall, New York City, 1986)
- Yaylı dördüller
- Yaylı çalgılar için gece ezgileri
- Sessions for piano (1977)
- String Quartet No.4 "Like There's Tomorrow", with voice obbligato (Janis Siegel, Vocals)
- Three Pieces for Piano (a) Prelude (b) Waltz (c) Boogie (Finnadar Records) (Musiques Noires-Meral Guneyman, piano solo)

### Cinta magnética
La mayoría de estas obras utilizan sonidos concretos, pero también hay ocasionales elementos electrónicos.
- Görsel Çalışma (1965)
- Agony (1964)
- Preludes for magnetic tape (1966–1976)
- Music for Jean Dubuffet's Coucou Bazar (1973)
- Le Tombeau d'Edgar A. Poe (1964)
- Intermezzo (1964)
- Bowery Bum (1964)
- Wings of the Delirious Demon (1969)
- To Kill a Sunrise (1974)
- Tract, a composition of Agitprop Music for electromagnetic tape (1975) (Folkways Records)
- To Kill a Sunrise and La Ruche (1976) (Folkways Records)
- The Offering for tape with pre-recorded voice (Finnadar Records)

### Sonidos acústicos más electrónicos (Cinta)
- Still Life 1980 for cello and tape (Finnadar/Atlantic Records)
- Music Plus One for violin and tape (Finnadar/Atlantic Records)
- Sing Me a Song of Songmy (1971)
- Immolation Scene for voice and tape (1983) (Finnadar/Atlantic Records)